# Фрейзербург
Фре́йзербург (Фрейзерборо, англ. Fraserburgh, шотл. The Broch) — місто на північному сході Шотландії, в області Абердиншир.
Населення міста становить 12 630 осіб (2006).